# Reap the Wild Wind
"Reap the Wild Wind" är den brittiska New romanticgruppen Ultravox's första singel från albumet Quartet. Den låg nio veckor på englandslistan och nådde som bäst en tolfte plats i oktober 1982.
Sången skrevs av medlemmarna i Ultravox (Midge Ure, Chris Cross, Warren Cann och Billy Currie).

## Låtlista

### 7" version
1. "Reap the Wild Wind" - 3:44
2. "Hosanna (In Excelsis Deo)" - 4:21

### 12" version
1. "Reap the Wild Wind (Extended Version)" - 4:43
2. "Hosanna (In Excelsis Deo)" - 4:21